# Oligarquia
L'oligarquia (del grec Ὀλιγαρχία, oligarkhía) és una forma de govern o d'organització social en què la majoria o tot el poder polític recau de manera efectiva sobre un segment petit de la societat (sovint els més poderosos en virtut de llur riquesa, llur posició familiar, llur poder militar o llur influència política). La paraula catalana oligarquia prové de les paraules gregues ὀλίγον óligon, "poc" i ἄρχω arkhō, "governar".
Històricament, moltes oligarquies donaven el poder polític de manera legal i oberta a un grup minoritari anomenat l'aristocràcia (el govern dels "millors"). Aquests estats eren controlats per famílies poderoses els fills de les quals eren educats per a ser hereus del poder de l'oligarquia. No obstant això, en altres societats, aquest poder no s'exercia de manera oberta sinó que els oligarques romanien "darrere del tron". Encara que Aristòtil va ser el primer a utilitzar el terme com a sinònim de "govern dels rics" (el terme exacte per aquest tipus de govern és plutocràcia), l'oligarquia no necessàriament és un govern exercit per mitjà de la riquesa sinó per un grup privilegiat de la societat. I és que aquesta societat grega antiga ja hi evidencià governs oligàrquics com els dels Trenta tirans, clarament descrits i criticats analíticament pel filòsof clàssic Plató als seus escrits com el llibre de La República.
Alguns politòlegs argumenten que tots els sistemes de govern són, invariablement, oligarquies, atès que el poder recau només sobre un grup social sense importar el sistema polític que es vulgui reivindicar. El nombre dels membres de l'oligarquia (absolut o relatiu) no és un criteri fix. Cal analitzar més detalladament els criteris de la pertinença a l'oligarquia: com hi entrar, com romandre i com en sortir. Tota classe de criteris, més o menys oficials i més o menys estables en el temps, poden tenir un paper important.
Les oligarquies són sistemes polítics complexos, amb molts cercles de poder cada vegada més concentrats, amb especialitzacions segons el domini de poder (comercial, jurídic, religiós, militar, tecnològic, etc.) i amb un exercici del poder sovint discret i col·legial. Són, sovint, famílies dominants per les quals la posició política és un element de patrimoni que es transmet als fills, i en què l'educació s'organitza d'acord amb aquesta perspectiva. Si l'oligarquia es troba en el centre mitològic, religiós o racial, poden sorgir sistemes de castes.
Una societat oligàrquica és inestable; el poder es perd o es concentra amb el temps. El fenomen es complica, encara més, per les influències estrangeres:
- Les situacions de guerra permeten a un individu en específic concentrar poders de manera que l'oligarquia corre el risc de desaparèixer després d'una derrota (com va ser el cas de Cartago que va desaparèixer en assajar de sostenir la família dels Barca (Amílcar i després Hanníbal), o després d'una victòria (com va ser el cas de la República oligàrquica de Roma que es va transformar en l'Imperi Romà). Moltes de les monarquies europees es van establir d'aquesta manera durant l'edat mitjana.
- El comerç internacional i l'enriquiment molt concentrat fa sorgir una oligarquia (com va ser el cas de la família Mèdici de Florència). O en definitiva l'expansió de poder (com el cas de la família Borja).
- Les oligarquies es poden imposar sobre el monarca o el dictador perquè comparteixin la distribució dels poders sobre la societat. Un exemple d'aquest procés va ser la unió dels nobles d'Anglaterra que van forçar el rei Joan d'Anglaterra a signar la Carta Magna el 1215, un reconeixement tàcit de l'existència d'un contrapoder i de l'afebliment del poder reial. La Carta Magna va ser revisada contínuament, garantint més drets al poble i posant les bases de la futura monarquia constitucional.